# Fadel Karbon
Fadel Karbon (nacido el 10 de diciembre de 1992) es un futbolista noruego que se desempeña como delantero.

## Trayectoria

### Clubes
| Club        | País    | Año         |
| ----------- | ------- | ----------- |
| Grüner IL   | Noruega | 2012 - 2014 |
| FC Lyn Oslo | Noruega | 2015 - 2018 |
| FC Ryukyu   | Japón   | 2018        |